# Stefan Rohrer
Stefan Rohrer (* 1968 in Göppingen) ist ein deutscher Künstler. Zu seinen Werken gehören plastische Arbeiten, Installationen, Objektkunst und Zeichnungen.

## Leben
Rohrer begann 1987 bis 1990 eine Ausbildung zum Steinmetz. 1996 bis 1998 folgte die Ausbildung zum Steinmetzmeister. 1998 bis 1999 studiert er Bildhauerei an der Kunsthochschule Burg Giebichenstein, Halle (Saale) und 1999 bis 2004 folgte ein Studium an der Staatlichen Akademie der Bildenden Künste Stuttgart bei Prof. Werner Pokorny und Prof. Micha Ullman. 2004 bis 2006 folgte ein Aufbaustudium an der Staatlichen Akademie der Bildenden Künste Stuttgart bei Prof. Udo Koch.
Stefan Rohrer lebt und arbeitet in Stuttgart.

## Ausstellungen (Auswahl)

### Einzelausstellungen
2023
- - Stefan Rohrer, Museum Art.Plus, Donaueschingen, DE[1]

2022
- - Drift, Jakobshallen der Galerie Scheffel, Bad Homburg v.d.Höhe, DE[2]
  - Speed Lines, Museum im Kleihues-Bau, Kornwestheim, DE[3]

2021
- - La déesse, Kreuzkirche, Nürtingen, DE[4]

2020
- - Eau Rouge, Gesellschaft der Freunde für junge Kunst, Altes Dampfbad, Baden-Baden, DE[5]
  - Dorothy Fratt & Stefan Rohrer – Farbe / / Form, Städtische Galerie, Paderborn, DE
  - Kreuzung, Akademie der Diözese, Weingarten, DE[6]

2019
- - Stefan Rohrer. Zeitdilatation, Zeitdelirium… – und zurück, Kunsthalle Göppingen, DE
  - Stefan Rohrer, Galerie Axel Pairon, Knokke, BE

2018
- - Fast and Furious, Kunststation Kleinsassen, DE
  - Himmelfahrt, Studienkirche, Burghausen, DE
  - Grüne Hölle, Galerie Michael Schulz, Berlin, DE

2017
- - Roller Coaster, Galerie im Prediger, Schwäbisch Gmünd, DE

2016
- - Lothar-Fischer-Preis 2015, Lothar-Fischer-Museum, Neumarkt i.d.OPf, DE

2014
- - Schleudertrauma, Kunstverein Schwetzingen, DE
  - DREHMOMENTe, Museum Pfalzgalerie Kaiserslautern, DE

2013
- - Spirit, Galerie Scheffel, Bad Homburg v.d.Höhe, DE

2011
- - Stefan Rohrer, Galerie Linde Hollinger, Ladenburg, DE

2010
- - Im Fluss, Galerie Manfred Rieker, Heilbronn, DE
  - Kunst in die Stadt!, und Städtische Galerie, Lahr, DE
  - Flow, galerie p13, Heidelberg, DE

2009
- - Andante Con Moto, Akademie der Bildenden Künste Stuttgart, DE
  - Liederabend mit Knödeln, Kulturstiftung Rhein-Neckar-Kreis, Kommandantenhaus Dilsberg, DE

2008
- - Land unter, Galerie am Markt, Kunstverein Schwäbisch Hall, DE
  - Lack For You, Stadtbücherei Stuttgart, DE

2007
- - Stefan Rohrer, Galerie Gerken, Berlin, DE

2006
- - Stefan Rohrer, Galerie Gerken, Berlin, DE
  - Kunstbewegt, Bildhauersymposium, Neckarsulm, DE

### Gruppenausstellungen
- 2021:
  - Durchstarten – Take off, Museum Art.Plus, Donaueschingen, DE
  - Spaces, Kunstverein KISS, Schloss Untergröningen, DE
  - Tempo, Neue Galerie Dachau, Dachau, DE
- 2020:
  - Power, Städtische Galerie, Villingen-Schwenningen, DE
- 2019:
  - Vollgas – Full Speed, Museum Art.Plus, Donaueschingen, DE
  - Humus, Gästezimmer e.V., Stuttgart, DE
  - Donaugalerie, Stadtraum, Tuttlingen, DE
- 2017:
  - Leidenschaft Passion, Museum Art.Plus, Donaueschingen, DE
  - Blickachsen 11, Eschborn, DE
  - TurmBau, Turmmodelle in der zeitgenössischen Skulptur, kunst raum rottweil im Dominikanermuseum, DE
- 2016:
  - Eröffnungsausstellung, Jakobshallen, Bad Homburg, DE
- 2015:
  - Alle, Künstlerbund Baden-Württemberg, Städtische Galerie Karlsruhe, DE
  - 25 Jahre ZF Kunststiftung, Zeppelin Museum Friedrichshafen, DE
  - Bande, Städtische Galerie Offenburg, DE
  - Freude schöner Götterfunken – Am Anfang war das Kreuz, Galerie Abtart, Stuttgart, DE
- 2014:
  - Stahlplastik in Deutschland, gestern und heute, Kunstverein Ettlingen, DE
  - Käfer, Crash & Capri-Batterie, Kunstmuseum Mülheim an der Ruhr, DE
  - Busan Biennale 2014, Busan, KR
  - Im kleinen Format, Galerie Scheffel, Bad Homburg v.d.Höhe, DE
  - Weiss Inspiriert, Galerie Hollinger, Ladenburg, DE
- 2013:
  - Skulptur ist wenn..., Kunsthalle Göppingen, Kunstverein Wilhelmshöhe Ettlingen, DE
  - Käfer, Crash & Capri-Batterie, Städtische Galerie Delmenhorst, Kunstmuseum Heidenheim, DE
  - Werk 13, Bildhauersymposium Heidenheim und Kunstmuseum Heidenheim, DE
  - Blickachsen 9, Kurpark und Schloss, Bad Homburg v.d.Höhe, DE
  - Video:Musik, blowin’ free – Das Containerdorf der KunstVereineRuhr, Emscherkunst, DE
  - Macht. Wahn. Vision. Der Turm und urbane Giganten in der Skulptur, Städtische Museen Heilbronn, DE
  - Mind The Gap, Flat1, Wien, AT
  - Wagenhallen außer Haus, Galerie der Stadt Backnang, DE *
  - Im kleinen Format, Galerie Scheffel, Bad Homburg v.d.Höhe, DE
- 2012:
  - Powerflower – Blütenzauber in der zeitgenössischen Kunst, Galerie Abtart, Stuttgart, DE
  - Mensch Maschine, Kunsthalle Darmstadt, DE
  - experiment:Stadtraum 2012, Braunschweig, DE 
  - Neue Kunst in alten Gärten, Parks der beiden Rittergüter in Lenthe, DE
  - Experimentelle 17, Schloss Randegg, Randegg, DE
  - Künstler der Galerie und Neuentdeckungen, Galerie Linde Hollinger, Ladenburg, DE
  - Im kleinen Format, Galerie Scheffel, Bad Homburg v.d.Höhe, DE
- 2011:
  - Car Culture – Medien der Mobilität, ZKM Karlsruhe, DE
  - Blickachsen 8, Kurpark und Steigenberger Hotel, Bad Homburg v.d.Höhe, DE
  - automobil – Kunst und Bewegung, Galerie Abtart, Stuttgart, DE
  - Bildhauer-Zeichnungen, Galerie Scheffel, Bad Homburg v.d.Höhe, DE
- 2010:
  - Flower Power, Landesgartenschau Villingen-Schwenningen, DE
  - Ansehen!, Galerie im Volkspark, Halle, DE
  - Metall:Werke, Museum Biedermann, Donaueschingen, DE
  - Im kleinen Format, Galerie Scheffel, Bad Homburg v.d.Höhe, DE
  - Singenkunst, Städtisches Kunstmuseum Singen, DE
- 2009:
  - Selection – Einblicke in die Sammlung Biedermann, Museum Biedermann, Donaueschingen, DE
  - Preview Berlin, Projektraum Knut Osper (Köln), Berlin, DE
  - Durchaus Exemplarisch, Künstlerbund Baden-Württemberg, Villa Merkel, Esslingen, DE
- 2008:
  - Vielfalt dreidimensional, Galerie Manfred Rieker, Heilbronn, DE
  - Kunst-Schau-Plätze, Wangen im Allgäu, DE
  - Local to Local, Institut für alpine Angelegenheiten, Flaas, Südtirol, IT Parallel Events, Manifesta 7, Bozen, IT
- 2007:
  - Kunstbewegt, Künstlerbund Baden-Württemberg, Neckarsulm, DE
  - Was kommt – was geht, Projektraum Knut Osper, Köln, DE
  - Beauty Farm, Hagenbucher, Heilbronn, DE
- 2006:
  - Schnelllangsam, Turmforum, Stuttgart, DE
  - Butterbrotas, Galerija Intro, Vilnius, LT
  - we love to entertain you, Städtische Galerie, Villingen-Schwenningen, DE
  - Tecknik, Städtische Galerie im Kornhaus, Kirchheim unter Teck, DE
- 2005:
  - Dienstag 14 Uhr: Klasse Ullman 1991 – 2005, Staatliche Akademie der Bildenden Künste Stuttgart, DE
  - Gedenkstätte 25. März 1933, Gruppenarbeit mit Helmut Dietz, Friedemann Flöther, Tino Panse, Rudolf Reiber; Altes Rathaus Creglingen, DE  
  - Marchtaler Fenster, Diözese Rottenburg-Stuttgart, Obermarchtal, DE
  - Promenadenmischung, Kunstverein Wilhelmshöhe Ettlingen, DE
  - Skulpturen am Radweg – Kunst in der Landschaft, Osterburken, DE
  - siebenundsieben – oder die 14 Nothelfer, Kunst-Raum-Akademie Weingarten, DE
- 2004:
  - Grund zu Kommen, Künstlerbund Baden-Württemberg, Neues Kloster Bad Schussenried, DE
- 2003:
  - Saar Ferngas Förderpreis Junge Kunst, Galerie Junge Kunst, Trier, DE
  - Minutes Only, Akademie der Künste Karlsruhe, DE
- 2002:
  - Saar Ferngas Förderpreis Junge Kunst, Wilhelm-Hack-Museum, Ludwigshafen, DE
  - Gallery Hopping Center, Bürogebäude Hildebrandt, Stuttgart, DE  
  - Auf Achse, Projektraum „Gästezimmer“ der Filderbahnfreundemöhringen FFM, Stuttgart-Möhringen, DE
- 2001:
  - bis dato unbekannt, Städtische Galerie, Villingen-Schwenningen, DE
  - Niveau, Akademie Schloss Solitude, Stuttgart, DE

## Preise und Stipendien
- 2002: Werkstattstipendium Kunststiftung Erich Hauser, Rottweil, DE
- 2003: Artist at work, Symposium, Landesgartenschau Ostfildern, DE, 1. Preis
- 2004: Wettbewerbsbeteiligung für Kreisverkehr Göppingen, DE, 1. Preis
- 2005: Realisierungswettbewerb Skulpturen am Radweg – Kunst in der Landschaft, Osterburken, DE, Preisträger
- 2007: Stipendium Künstlerdorf Schöppingen, DE
- 2008: Licht, Wettbewerbsbeteiligung Raum der Stille, Herrgottskirche Creglingen, DE, 1. Preis
- 2009:
  - Debütantenpreis der Staatlichen Akademie der Bildenden Künste Stuttgart, DE
  - Stipendium Kulturstiftung Rhein-Neckar-Kreis, Kommandantenhaus Dilsberg, DE
- 2013: Werk13, Bildhauersymposium Heidenheim, DE
- 2015:
  - Stipendium ZF-Kunststiftung, Friedrichshafen, DE
  - Lothar-Fischer-Preis 2015, Neumarkt i.d.OPf, DE
  - Kunst am Bau, ARENA 2036, Universitätsgelände Stuttgart-Vaihingen, DE, 1. Preis

2017: Helmut Baumann Atelier Stipendium der Stadt Göppingen, DE
2022: Loth-Skulpturenpreis der art KARLSRUHE, DE

## Publikationen
- 2009: Stefan Rohrer – Andante Con Moto, Hg. Staatlichen Akademie der Bildenden Künste Stuttgart, DE, ISBN 978-3-931485-94-8
- 2014: Stefan Rohrer – Drehmomente, Hg. mpk, Museum Pfalzgalerie Kaiserslautern, Wienand Verlag, Köln, DE,  ISBN 978-3-86832-231-6
- 2015: Parabolika, Hg. Matthias Lenz, Regina Michel, ZF Kunststiftung, Verlag Robert Gessler, Friedrichshafen, DE, ISBN 978-3-86136-194-7
- 2019: Stefan Rohrer – Zeitdilatation, Zeitdelirium… – und zurück, Hg. Melanie Ardjah, Kunsthalle Göppingen, DE, ISBN 978-3-947317-10-3